# Тихонова, Нина Александровна (балерина)
Нина Александровна Тихонова (1910—1995) — артистка балета, педагог и хореограф; автор мемуаров.

## Биография
Родилась 23 февраля 1910 года в Санкт-Петербурге в семье Тихоновых — известного издателя Александра Николаевича и Варвары Васильевны Шайкевич (урождённой Зубковой), исполнявшей обязанности секретаря писателя Максима Горького, его внебрачная дочь.
После Октябрьской революции, в 1918 году, с бабушкой и гувернанткой уехала на Урал — в Екатеринбург, к родственникам. Жили рядом с домом, где была заключена царская семья. Когда Гражданская война докатилась до Екатеринбурга, бабушка приняла решение возвратиться в Питер. После двух недель сложного переезда они поселились в Петрограде рядом с особняком балерины Кшесинской. Когда в Советской России начались аресты, многие стали думать об эмиграции. На этом настаивала мать Нины, её поддержала бабушка. 16 октября 1921 года в сопровождении Горького Нина с матерью выехала в Финляндию. Затем через Швецию собрались до Берлина, где их уже ждала бабушка.
В Берлине это время находилась бывшая звезда Мариинского театра Ольга Иосифовна Преображенская. Нина начала бредить балетом, начав занятия в студии Евгении Эдуардовой. А когда Преображенская тоже открыла в Берлине студию классического танца, туда девочку привела её бабушка. Когда Ольга Преображенская приехала в Париж, туда в 1923 году перебралась и семья Нины, а Горький отправился в Италию. В 1925 году в Париже давала благотворительный концерт Анна Павлова. Для участия в спектакле она пригласила нескольких учениц Преображенской, в число которых попала и Нина Тихонова. После этого выступления ей предложили работу в составе «Русского романтического театра», и в пятнадцать лет она стала профессиональной балериной. С этой труппой гастролировала в Германии и Италии, но через год труппа распалась. Через некоторое время Тихонова была приглашена примой «Гранд-опера» — Ольгой Спесивцевой — в её труппу.
В 1928—1934 годах она танцевала в труппе Иды Рубинштейн. В 1929, 1932 и 1939 годах — в труппе «Русский балет Брониславы Нижинской».
Перед самой войной танцевала канкан в развлекательном кабаре «Табарен» на Монмартре.
Накануне оккупации Парижа с больным братом и бабушкой перебралась на юг Франции, в Жюрансон. В 1942 году Нина Тихонова получила приглашение в труппу «Балле де Монте-Карло», с ней побывала на гастролях в Испании. Некоторое время танцевала в труппах Алисы Вронской, Клотильды и Александра Сахаровых.
В 1946 году Нина Александровна покинула сцену и занялась педагогической деятельностью. Преподавала в открытой ею в Париже «Балетной школе Нины Тихоновой», а также в Русской консерватории и Университете танца. Выступала и как хореограф. Ставила балеты, танцы в операх и опереттах, преимущественно во французской провинции.
Замужем не была, детей не было. В середине 1970-х ей удалось побывать на родине, в Ленинграде.
Умерла 3 января 1995 года в собственной парижской квартире на руках своей верной ученицы Катрин Имбер. Похоронена на кладбище Сент-Женевьев-де-Буа. Кадры её похорон вошли в документальный фильм «Не будем проклинать изгнание» (1997).
Была награждена французским орденом Искусств и литературы. Автор книги автобиографических воспоминаний — «Девушка в синем» (фр. «La Jeune Fille en bleu»), опубликованной сначала в Лозанне, а затем и в Москве (в 1992 году в издательстве «Артист. Режиссер. Театр»).